# 水晶宮

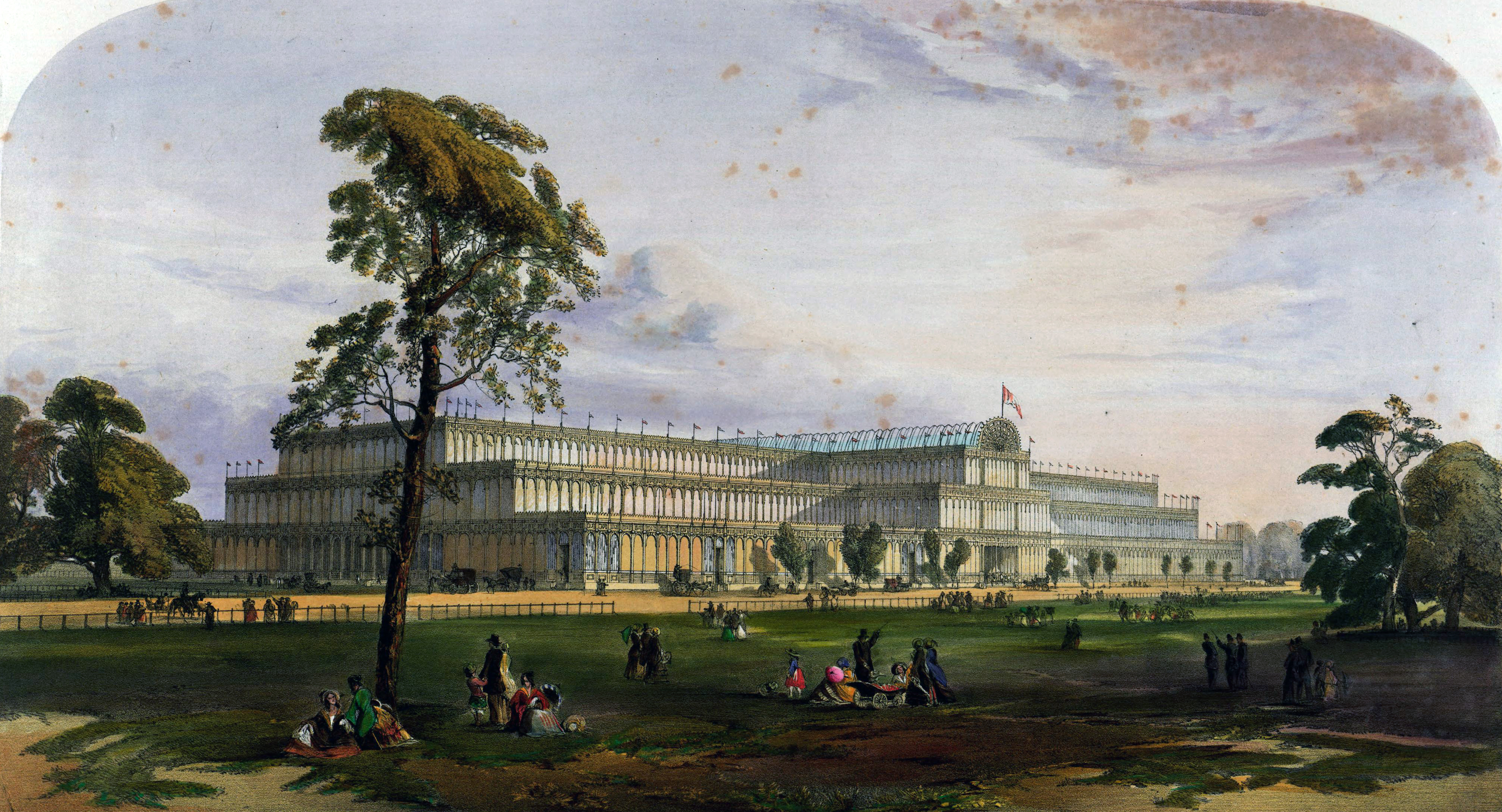
座落在倫敦海德公园的水晶宮，1851年

水晶宮（英語：The Crystal Palace）是一個以鋼铁為骨架、玻璃為主要建材的建築，位於海德公园內。是十九世紀的英國建築奇觀之一，也是工業革命時代的重要象徵物。它原先是世界博覽會，也就是万国工业博览会首次於1851年在倫敦舉行時的展示館，一直到1936年以前曾經吸引過無數的社會各種階級的遊客前來參觀，「水晶宮」是來自一家以諷刺文章著名的《笨拙》雜誌因其建築通體透明寬敞明亮而給予的名稱（這個雜誌過去也曾經對一些歷史事件評論，例如霍亂傳染病和骯髒的倫敦街道）。後來這個名稱又被一個足球會引用，及後成為水晶宫足球會，「水晶宮」也常用來指示倫敦南區的一塊区域。

## 建築

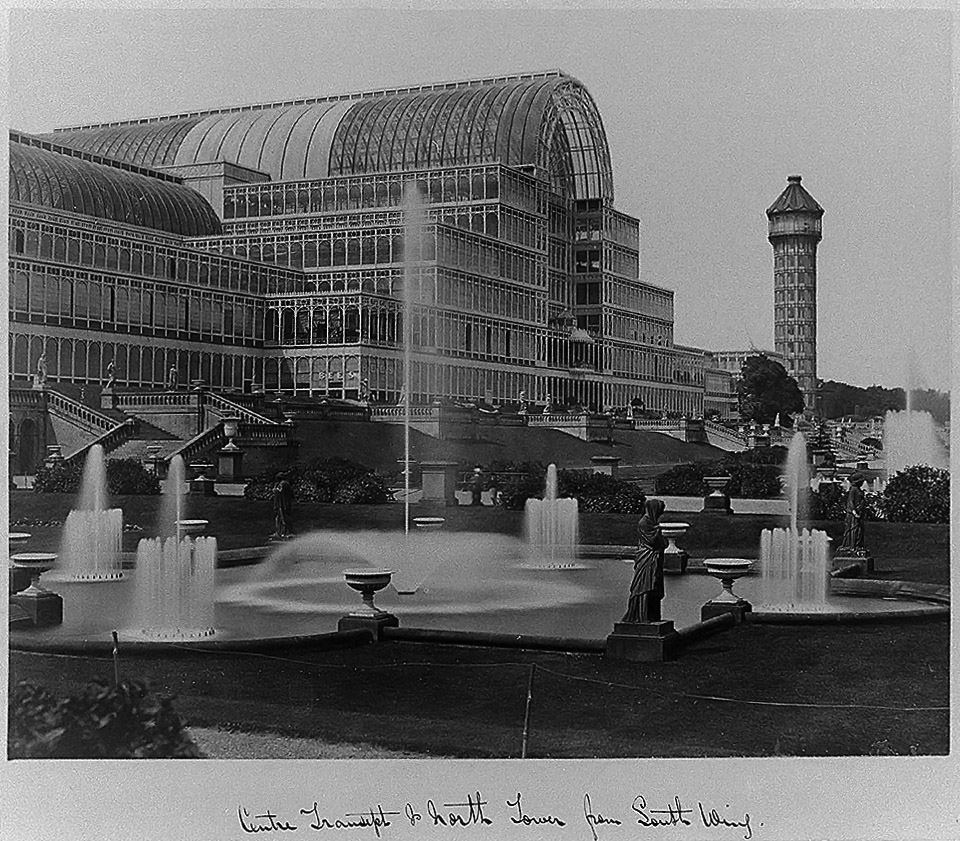
水晶宮，1854年

對當時而言，以一個璀璨而華麗的水晶宮在倫敦海德公园展示世界各國的產品，象徵英國國力之大，不僅作為一個展覽場地，更作為博覽會的主要科技成果之一，引起世界各國不小的騷動（當年參展者共計25）。在華特豪斯的自然歷史博物館的天花板，也是採用類似水晶宮的玻璃與鋼鐵架構建成。水晶宮因展現了園藝師約瑟夫·帕克斯頓的天賦，這位設計者便受封為騎士。約瑟夫．帕克斯頓曾經率領花園園丁試驗以玻璃與鋼鐵建造巨大溫室的可能性，也因此見識到這些建材的強度與耐久力，他以這項技術知識申請世界博覽會的建築計畫並且創造出驚人的結果。建築物計畫者們，曾試圖找尋強韌、耐久、形式又簡單的建築物和並希望伴隨著快速的建造進度，約瑟夫．帕克斯頓在這一點使博覽會的籌辦人如願以償，從1850年8月至隔年5月，這棟建築使用了面積九十萬平方英尺、相當於八萬四千平方公尺的玻璃（约为八個半的標準足球場地），由伯明罕一玻璃供應商钱斯兄弟公司提供，這家公司是當時唯一擁有可提供如此龐大需求的工廠，卻仍然必須從法國聘請勞工協助，以趕上展期的建築進度。而另一個主要建材是鐵，包括鐵柱三千三百根，鐵樑兩千三百條，佔地面積七萬四千平方公尺，長 1,851英尺（564），室内净高128英尺（39）。規模是聖保羅大教堂的三倍。
《海德公園》這首詩，曾描述過這棟壯觀的建築物：

At Rotten Row around a tree,

With Albert's help did Mr P.

His stately pleasure dome design:
 
The greatest greenhouse ever seen;

A glass cathedral on the green,

Beside the crystal Serpentine.

日本於2005年發行上映的動畫電影《蒸氣男孩》，其故事背景以英國1851年萬國博覽會為主。電影中有不少水晶宮以及周遭風景以动画的形式呈現出來，不過其建築外貌與實際的水晶宮並不相同。

## 重建與遷址
當年世界博覽會僅舉辦六個月，之後這棟建築原本是要被廢棄處理的，但最後決議卻由議會推翻，水晶宮因此重新矗立在肯特郡的塞登哈姆，其中包括許多的修飾與場地擴大，其中最重大的改變為，將中央走廊原先的階梯改成弧形，與原本的弧形設計呈現一個交叉的外觀。兩年后，由維多利亞女王再次舉行開幕儀式，作為長期性的展出。為此，倫敦特別增設兩座火車站，其中之一是至今仍然運行的水晶宮站，另一座車站則通往遊行區，今日仍可見其義大利風格的馬賽克屋頂。
水晶宮的建造动用了大約五千名工人，在緊迫的時間中完成這個對當代而言巨大的工程，慈善家Catherine Marsh十分關注水晶宮建造工人的薪資，發現這些工人的窮苦狀況以及工作待遇後，她對於協助工人們爭取公平待遇以及正常薪資不遺餘力，並確保建設當局能夠提供這些工人餐點，因此許多工人對這位女士景仰有加。

## 水晶宮公園

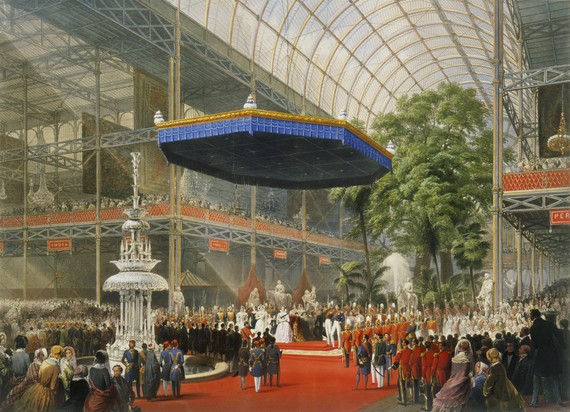
维多利亚女王出席世界博览会，1851年

水晶宫公园为著名园艺师約瑟夫·帕克斯頓所设计。在設計的過程中，他所遇到最大的問題應該是水源的供應。由於他對這項設計的熱衷，使得十二萬加崙的水必須充滿位於水晶宮公園的無數小噴泉和瀑布。而，噴泉口總計高達一萬兩千枚。其中兩個主要的噴泉口高達250英尺，相當於76公尺的高度。原先的計畫是建造水塔，卻因所含的量過重，導致裝置毀壞，經諮詢伊桑巴德·金德姆·布魯內爾後，他想出了一個計畫，希望在公園的南北各設一座強力的水塔，个别提供龐大的水量。而這些水，來自三個個別位於公園北中南的蓄水池。兩年後，這個大噴泉與瀑布的建設開放遊覽。當然女王照例出席訪視，却不慎因一陣風將水吹灑，而使得女王在皇家馬車中被水濺濕。

## 景點

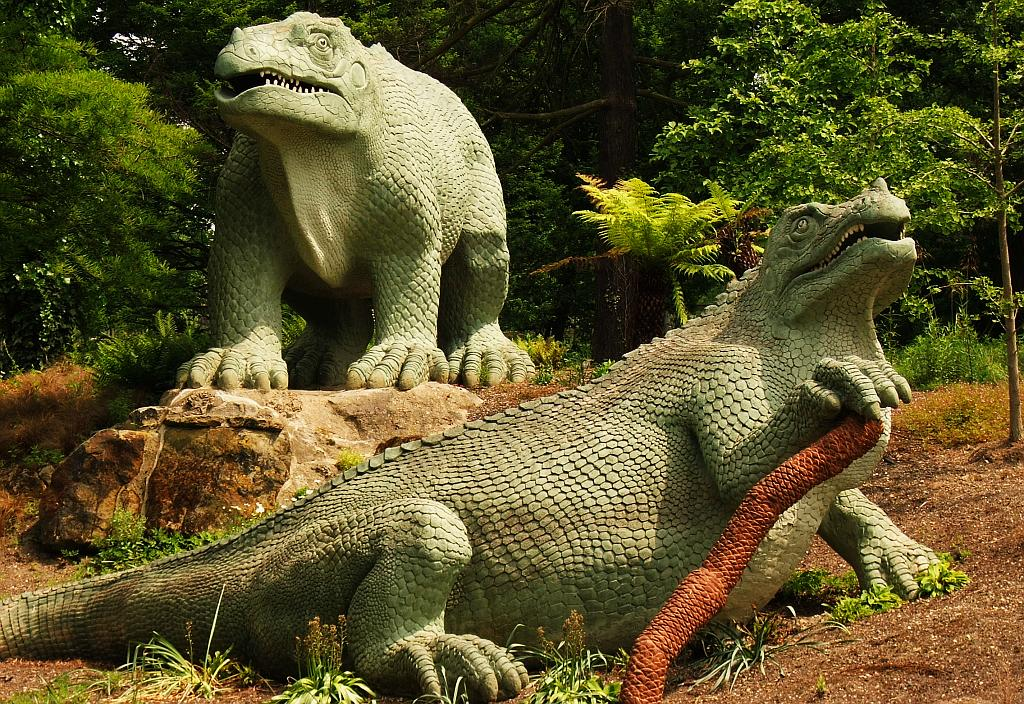
水晶宮的恐龍模型

在眾多吸引人的景觀中，班傑明·華特豪斯·霍金斯設計的實體大小禽龍模型，被安排放置在低湖，接近Anerley入口處。儘管依照解剖學的觀點這些模型並不正確，這些模型仍舊被保留下來。霍金斯甚至曾舉辦一場二十二人的晚宴，就在其中一只恐龍雕像內部。而維多利亞時代的雕像群則在一個四百萬英鎊的計畫中維修，在2002年這個消息才正式由愛丁堡公爵宣布。
展示品之中，幾乎每一個維多利亞女王時代留下的都令人感到驚奇，有陶器場、瓷器場、鐵工廠、蒸氣錘、液壓、香水、鋼琴、房舍、潛水裝、火槍、氣壓計、紡織品以及煙火等等。

## 衰落
水晶宮的命運自從財務告罄難以延續而逐漸低靡，主要是由於不能從入場費得到充足的資金，一部份也是因為該處越來越難以迎合大多數的人們，當然社會上不乏具有閒情逸致的人，儘管這些人不少，卻因為他們唯一有時間參觀的日子是週日，這一天不巧也是水晶宮閉館的一天，而他們的抗議聲幾乎沒有達到預期的改變，因為主日儀式團體堅持人民不應該被鼓勵於週日在水晶宮工作，也不支持人民在主日徜徉自己的心靈，而如果人們想參觀，那麼雇主應該給予員工在工作日的休假時間，如此一來機關團體主管也不同意，因此水晶宮的財務更是每況愈下。
隨著第一次世界大戰的爆發，水晶宮被當作海軍營區，並且暫時更名為海軍艦隊勝利六號，隨著戰事平息，才又以大英帝國戰爭博物館之名重新開放。後來有一段時間，這個展覽館有著每週四的煙火節目。

## 焚毀

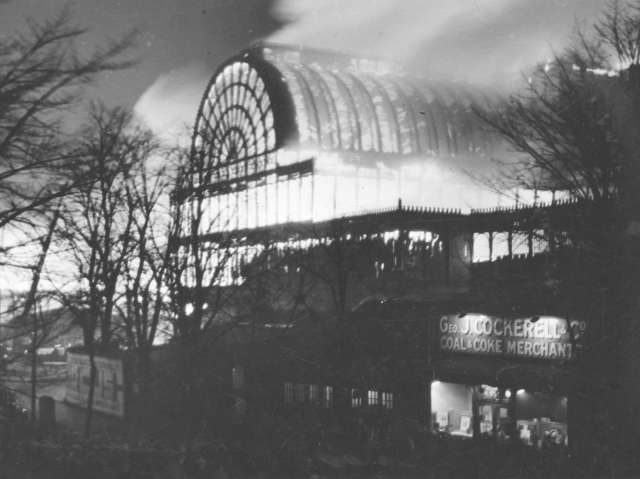
水晶宮大火，1936年11月30日

在1936年11月30日一場火災在幾個小時內燒毀了水晶宮。在火災的過程中，英國居民可在幾里外遙望這個烈火，比較近的地區甚至夜空也變得明亮，就像1866年火焰焚毀北支的走廊。由於沒有適當的保險可以給付重建的經費，一些輿論認為不應該再重建，因為這個帝國偉大的象徵已經老舊，失去原有的價值了。溫斯頓·邱吉爾從英國下議院打道回府途中表示：「這是一個時代的終點。」
遺留僅存的兩個水塔在第二次世界大戰的期間被取下，理由是德國人可能用來作為通往倫敦的引導標誌，北塔最後被炸毀，南邊的一個則是一磚一瓦地拆除，因為它實在太靠近周圍的建築物，英國人不希望週遭房舍受到波及。
為了保存民族的共同記憶，並緬懷英國史上壯闊的年代，水晶宮基金會於1979年成立。雖然市民對這個基金會的未來走向有很多想法與計畫，但至今卻無一實現，不過圍繞水晶宮遺址的水晶宮公園目前設立了水晶宮國家體育中心。

## 評論
赴英考察的清朝官員張德彝在其《歐美環遊記》中描述「……一片晶瑩，精彩炫目，高華名貴，璀璨可觀，四方之輪蹄不絕於門，……燈火燭天，以千萬計。奇貨堆積如雲，遊客往來如蟻，別開光明之界，恍遊錦繡之城，洵大觀也。」

## 文化
水晶宫在大友克洋的《蒸汽男孩》中的其中一個片段出现。

## 外部連結
- Crystal Palace Park - map of the park as it is now (slightly out of date)
- Eddie Richardson's page on Sir Joseph Paxton - includes photgraphs

51°25′20.26″N 0°4′32.84″W / 51.4222944°N 0.0757889°W